# Brigitte Micouleau
Brigitte Micouleau, née le 10 septembre 1951, est une femme politique française. Elle est sénatrice de la Haute-Garonne depuis octobre 2014, adjointe au maire de Toulouse chargée des Seniors de 2014 à 2017, et conseillère métropolitaine de Toulouse Métropole.

## Biographie
Elle a longtemps exercé l'activité d'assistante de direction.

### Carrière politique
En 1983, elle s’engage comme simple militante aux côtés de Dominique Baudis. Élue conseillère municipale de Toulouse en 1995, elle devient maire de quartier (Pont des Demoiselles, Ormeau, La Terrasse, Sauzelong) en 2004. En 2008, elle devient secrétaire générale de l’Association « Toulouse Avenir », créée par Jean-Luc Moudenc. 
En 2014, la liste conduite par Jean-Luc Moudenc remporte les élections municipales. Elle devient adjointe au maire de Toulouse chargée des Seniors et conseillère métropolitaine de Toulouse Métropole. 
Élue sénatrice de la Haute-Garonne le 28 septembre 2014, elle est membre de la commission des affaires sociales au Sénat.
Elle soutient Alain Juppé pour la primaire présidentielle des Républicains de 2016.